# Örlogsgaljadet

Sveriges örlogsgaljadet

Örlogsgaljadet är ett befälstecken inom svenska flottan som består av en trekantig vimpel i gult och blått med proportionerna 1:2. Den var tidigare för underofficer som var fartygschef; under 1800-talet kallades den för underofficersgaljadet. Idag förs den på fartyg under befäl av en kompaniofficer (kapten, löjtnant eller fänrik).